# 5-アジド-1-(ジアジドメチレンアミノ)-1H-テトラゾール
5-アジド-1-(ジアジドメチレンアミノ)-1H-テトラゾール（5-Azido-1-(diazidomethyleneamino)-1H-tetrazole）は分子式C2N14で表される複素環式化合物である。アジドアジドアジドという呼ばれ方もする。極めて爆発性の高い物質である。

## 合成法
5-アジド-1-(ジアジドメチレンアミノ)-1H-テトラゾールは、超純水でトリアミノグアニジニウムクロリドを亜硝酸ナトリウムでジアゾ化する事により製造された。もう一つの合成法は、アセトン中のイソシアノゲンテトラブロミドとアジ化ナトリウム水溶液のメタセシス反応を利用するものである。この反応では、まずC2N14の非環状な異性体であるビス(ジアジドメチレン)-ヒドラジン（通称：イソシアノゲンテトラアジド）が生成され、標準的な条件下ですぐに環化してテトラゾール環が形成される。

ビス(ジアジドメチレン)-ヒドラジンの構造式

## 性質
C2N14分子は3つのアジド基を持つ単環テトラゾールで、分子量は220.16g・mol-1である。1961年から知られているイソシアノゲンテトラアジドとの間で分子平衡をとっており、室温では環状テトラゾールの形（C2N14）に環化する。
この化合物は、窒素原子が強い三重結合を持たない、高エネルギー窒素化合物の1つである。この構造は安定性が低い為、容易に爆発的に分解して窒素ガスを発生させる。
このテトラゾール爆薬の分解温度は124℃である。衝撃感度は0.25ジュール以下と非常に敏感である。接触またはレーザービーム照射により分解する。誇張された主張もあるが、C2N14は世界で最も感度の高い化合物ではなく、三ヨウ化窒素のようにもっと感度の高い接触爆発物もある。